# 3-й Березневий провулок (Київ)
3-й Березне́вий прову́лок — провулок у Дарницькому районі міста Києва, селище Бортничі. Простягається від Березневої вулиці до Левадного провулку.

## Історія
Виник у середині 2000-х років під назвою Березневий провулок. Сучасна назва — з 2012 року.

## Будівлі
- Мечеть імені імама Абу Ханіфи. Духовне управління мусульман України (буд. № 2)